# Vomifoliolo 4'-deidrogenasi
La vomifoliolo 4'-deidrogenasi è un enzima appartenente alla classe delle ossidoreduttasi, che catalizza la seguente reazione:
(±)-6-idrossi-3-osso-α-ionolo + NAD+ ⇄ (±)-6-idrossi-3-osso-α-ionone + NADH + H+
L'enzima ossida il vomifoliolo a deidrovomifoliolo ed è coinvolto nel metabolismo dell'acido abscisico in Corynebacterium.